# Guida turistica per innamorarsi
Guida turistica per innamorarsi (A Tourist's Guide to Love) è un film del 2023 diretto da Steven K. Tsuchida.
La pellicola è una commedia romantica che ha per protagonista Rachael Leigh Cook.

## Produzione
Nell'aprile del 2021, Variety ha riferito che Rachael Leigh Cook avrebbe recitato e prodotto una commedia romantica. Il film è un originale Netflix, prodotto dalla Head First Productions e dalla Muse Entertainment.
Le riprese principali sono iniziate nell'aprile del 2022 e si sono svolte in varie città del Vietnam, tra cui Ho Chi Minh, Đà Nẵng, Hội An, Hanoi e Hà Giang.

## Distribuzione
Il film è stato pubblicato il 21 aprile 2023 su Netflix.

## Accoglienza
Sull'aggregatore di recensioni Rotten Tomatoes ha un indice di gradimento del 68%, con un voto medio di 5,70 su 17, basato su 19 recensioni.